# Christine Evans (Dichterin)
Christine Evans (* 1943 in West Riding, Yorkshire) ist eine englische Lyrikerin. Für ihr Gesamtwerk wurde sie 2012 mit dem Cholmondeley Award ausgezeichnet.

## Leben

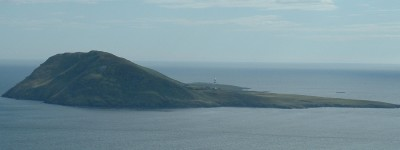
Ynys Enlli (Bardsey Island) von Mynydd Mawr aus gesehen

1967 zog Christine Evans nach Pwllheli in Wales, wo ihr Vater und ihre Großmutter aufgewachsen waren, um dort als Lehrerin zu arbeiten. Da ihre Großmutter Walisisch sprach, wollte sie die Sprache erlernen. Ihr Ehemann, den sie 1969 heiratete, stammt aus einer traditionsreichen Bauernfamilie auf Bardsey Island (Ynys Enlli), einer sagenumwobenen Insel, die etwa drei Kilometer vor der Lleyn-Halbinsel in der Irischen See liegt.
Evans gibt Schreibkurse in Ty Newydd und auf Ynys Enlli, wo sie die Sommermonate mit ihrem Sohn und ihrem Mann, einem Fischer, verbringt. In dieser Zeit fange sie, so Evans, während körperlicher Arbeit Impressionen von Licht und Wasser ein, die sie in den Wintermonaten an ihrem Schreibtisch in Uwchmynydd zu Gedichten und Prosa inspirierten.

## Werk
Evans begann mit dem Verfassen von Lyrik, als sie 1976 in Mutterschaftsurlaub war. Ihr erster Lyrikband wurde 1983 publiziert. Ihr Band Cometary Phrases wurde als Welsh Book of the Year 1989 ausgezeichnet. 2005 war Evans die erste Preisträgerin des Roland Mathias Prize, den sie für Selected Poems erhielt, für „ihren frischen Blick und kühne Metaphern sowie für eine Sensibilität, wie es sich anfühlt, an der Schwelle zu anderen Welten zu leben“. 2012 wurde Evans für ihr Gesamtwerk mit dem Cholmondeley Award ausgezeichnet.

### Zu einzelnen Gedichten

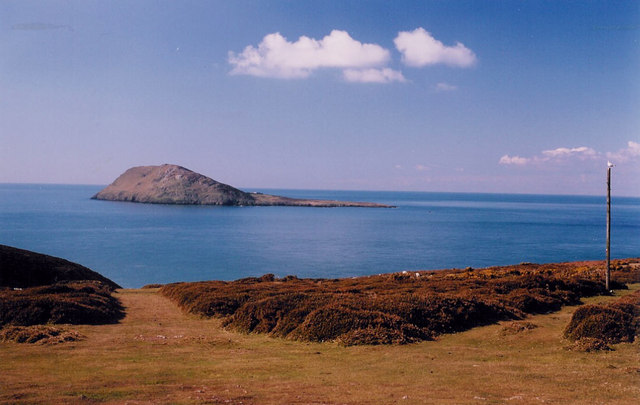
Bardsey Island

In ihren frühen Gedichten wird in schmerzlich ergreifendem Ton die bäuerliche Umgebung beobachtet: Die Hände der Bauern, die zu Besuch kommen, werden im Gedicht „Callers“ als schroff und nervös beschrieben („blunt, nervous hands“). Bei „Falling Back“ handelt es sich um ein längeres Gedicht, das von den Phasen erzählt, in denen sich die Witwe eines nordwalisischen Schäfers langsam mit dessen Tod abzufinden versucht. Die Gedichte „Deep Under“ und „Fodder“ beginnen jeweils im Außen und bewegen sich dann in die Tiefe, wobei Landschaft als Metapher für Befindlichkeiten emotionaler oder spiritueller Art eingesetzt wird. „Island of Dark Horses“ ist ebenfalls ein längeres Gedicht. In ihm wird, wie in den anderen Werken des gleichnamigen Bandes, die mysteriöse Insel Ynys Enlli besungen, von deren Geschichte und deren Bewohnern sich die Autorin zu Reflexionen anregen lässt, die sie in lyrische Form bringt. In „Second Language“ wird das Verhältnis von Kymrisch zu Englisch thematisiert und eine Lehrperson reflektiert über die möglichen Folgen des Unterrichtens.

## Publikationen
- Looking Inland (Seren, 1983)
- Falling Back (Seren, 1986)
- Cometary Phases (Seren, 1989)
- Island of Dark Horses (Seren, 1995)
- Selected Poems (Seren, 2004)
- Growth Rings (Seren, 2006)
- Burning the Candle (Gomer, 2006)
- Bardsey (Gomer, 2008), Essays von Christine Evans, Fotos von Wolf Marloh[4][5]

- Interview mit Alice Entwistle: „Christine Evans“, in: In Her Own Words. Women Talking Poetry and Wales, edited by Alice Entwistle, Seren, 2014, ISBN 978-1-78172-202-2, Seiten 75–88.

## Forschungsliteratur
- Pippa Marland, Island of the Dead. Composting Twenty-Thousand Saints on Bardsey Island, in: Green Letters. Studies in Ecocriticism, 18,1 (2014; Special Issue: Junk/Composting), S. 78–90. (Vergleicht die Behandlung der Thematik von Tausenden toter Heiliger auf Bardsey in Tide Race (1962) von Brenda Chamberlain (1912–1971) mit Christine Evans’ Gestaltung desselben Themas in Island of Dark Horses von 1995)
- Matthew Jarvis, Christine Evans's Bardsey. Creating Sacred Space, in: Welsh Writing in English. A Yearbook of Critical Essays, 11 (2006–2007), S. 188–209. (Über das Verhältnis der Insel Bardsey zu Heiligkeiten in Evans’ Island of Dark Horses (1995))